# Althoff Seamount
Koordinaten: 66° 12′ S, 16° 35′ W
Der Althoff Seamount ist ein Tiefseeberg im Südlichen Ozean weit vor der Prinzessin-Martha-Küste des ostantarktischen Königin-Maud-Lands.
Namensgeber ist seit April 2003 der preußische Kulturpolitiker Friedrich Althoff (1839–1908), Schirmherr der deutschen ozeanographischen Valdivia-Expedition (1898–1899) unter der Leitung von Carl Chun.